# Pasul Răchitiș
Pasul Răchitiș este o trecătoare care se află situată în nordul Carpaților Orientali la o altitudine de 950 m  și, este delimită la vest de catena sudică a Munților Călimani – anume Munții Bilborului și la est de grupa nordică a Munților Giurgeului – anume Munții Borsecului.

## Date geografice
Reprezintă punctul cel mai înalt al traseului dintre Depresiunea Bilbor și municipiul Toplița, fiind situat în dreptul satului Răchitiș pe catena sudică a DJ174A.
Cea mai apropiată stație de cale ferată este la Toplița.
Alte trecători în apropiere sunt spre Vatra Dornei (cu acces prin DJ174A) pasurile Bursucăriei și Iuteș, spre valea Bistriței la Broșteni pe DJ174 Pasul Păltiniș, iar între Borsec și Toplița pe DN15 Pasul Creanga.

## Oportunități turistice de vecinătate
- Marcajul "Punct roșu" al traseului turistic de creastă care vine din Munții Bilborului și merge spre Vârful Făget din Munții Borsecului
- Stațiunea Borsec - Complexul carstic Scaunul Rotund , carierele de travertin, izvoarele minerale, pîrtiile de schi
- Depresiunea Bilbor: Mlaștina cu borviz (Pârâul Dobreanu), Rezervația de mesteacăn pitic (Betula nana) de pe Pîrîul Rușilor, Biserica de lemn din Bilbor "Sf. Nicolae" (1790), Drumul Rușilor
- Toplița - Pârtia de schi și Biserica de lemn din 1847, Ștrandurile Bánffy și Urmánczy
- Ditrău - Catedrala romano-catolică
- Lăzarea - Castelul nobiliar renascentist
- Gheorghieni - Parcul dendrologic Csíky
- Râul Mureș - Valea superioară cu Defileul Toplița - Deda
- DJ127 Tulgheș - Ditrău  prin Pasul Țengheler - acesibil cu mașina precum și pe jos pe trasee marcate.
- Tulgheș: Bisericuța de lemn (1790) – unde se află și „Cimitirul eroilor din primul război mondial”; Rezervația Pietrele Roșii (1215 m) - delataplanorism, ascensiuni, belvedere; Piatra Runcului (1425 m); Platoul Comarnicului; Rezervația de stejar